# Kudus
Kudus – miasto w Indonezji na Jawie w prowincji Jawa Środkowa u podnóża wulkanu Muria. Ośrodek administracyjny dystryktu Kudus; 92 tys. mieszkańców (2006).
Ośrodek przemysłu spożywczego (olejarnie i łuszczarnie ryżu), tytoniowego (jeden z najważniejszych w kraju, słynie z produkcji papierosów kretek z goździkami), włókienniczego i metalowego.
Meczet Masjid Menara z XVI w.